# 堀田大暉
堀田 大暉（ほりた だいき、1993年9月17日 - ）は、日本のプロバスケットボール選手である。ポジションはガード。
高知県吾川郡いの町出身。枝川小学校5年生のときに、いのミニバスケットボールに入団し、バスケットボールを始める。伊野中学校では県大会で準優勝。その後高知県立高岡高等学校に進学したが、部員不足のため大会出場もままならなかった。高校卒業後は大阪府のヒューマンアカデミーバスケットボールカレッジに入学。
2013年6月、bjリーグ・高松ファイブアローズ（現香川）のトライアウトに参加し、8月より練習生となる。
2014年8月、高松と選手契約を締結。背番号6。前田顕蔵ヘッドコーチは、足の速さを活かしたディフェンス力と、身体能力を評価している。10月26日の大分ヒートデビルズ戦（大原総合体育館）でリーグ戦初出場。
B2リーグが発足した2016-17シーズンに自己最多の47試合に出場し、1試合平均3.3得点。30試合に出場した2017-18シーズン終了まで香川に在籍した。